# Mycodrosophila flavilumbus
Mycodrosophila flavilumbus är en tvåvingeart som beskrevs av Toyohi Okada 1986. Mycodrosophila flavilumbus ingår i släktet Mycodrosophila och familjen daggflugor.
Artens utbredningsområde är Filippinerna. Inga underarter finns listade i Catalogue of Life.